# Глогув (гмина)
Глогув (пол. Głogów) — сельская гмина (волость) в Польше, входит как административная единица в Глогувский повет, Нижнесилезское воеводство. Население — 5334 человека (на 2004 год).

## Демография
| Перепись                       | Всего   | Всего | Женщины | Женщины | Мужчины | Мужчины |
| ------------------------------ | ------- | ----- | ------- | ------- | ------- | ------- |
| Единицы                        | человек | %     | человек | %       | человек | %       |
| Население                      | 5334    | 100   | 2636    | 2698    |         |         |
| Плотность населения (чел./км²) |         |       |         |         |         |         |

## Поселения
1. Борек
2. Бытник
3. Гродзец-Малы
4. Ключе
5. Кшекотув
6. Пшедмосце
7. Рушовице
8. Сербы
9. Старе-Сербы
10. Щыглице
11. Турув
12. Вилькув
13. Заборня

## Соседние гмины
1. Глогув
2. Гмина Ежманова
3. Гмина Котля
4. Гмина Жуковице
5. Повет-глоговски
6. Воевудзтво-дольнослёнске
7. Гмина Грембоцице
8. Повет-польковицки
9. Воевудзтво-дольнослёнске
10. Гмина Шлихтынгова
11. Повет-всховски
12. Воевудзтво-любуске